# Gentianella microcalyx
Gentianella microcalyx là một loài thực vật có hoa trong họ Long đởm. Loài này được (Lemmon) J.M.Gillett mô tả khoa học đầu tiên năm 1957.